# Leuk

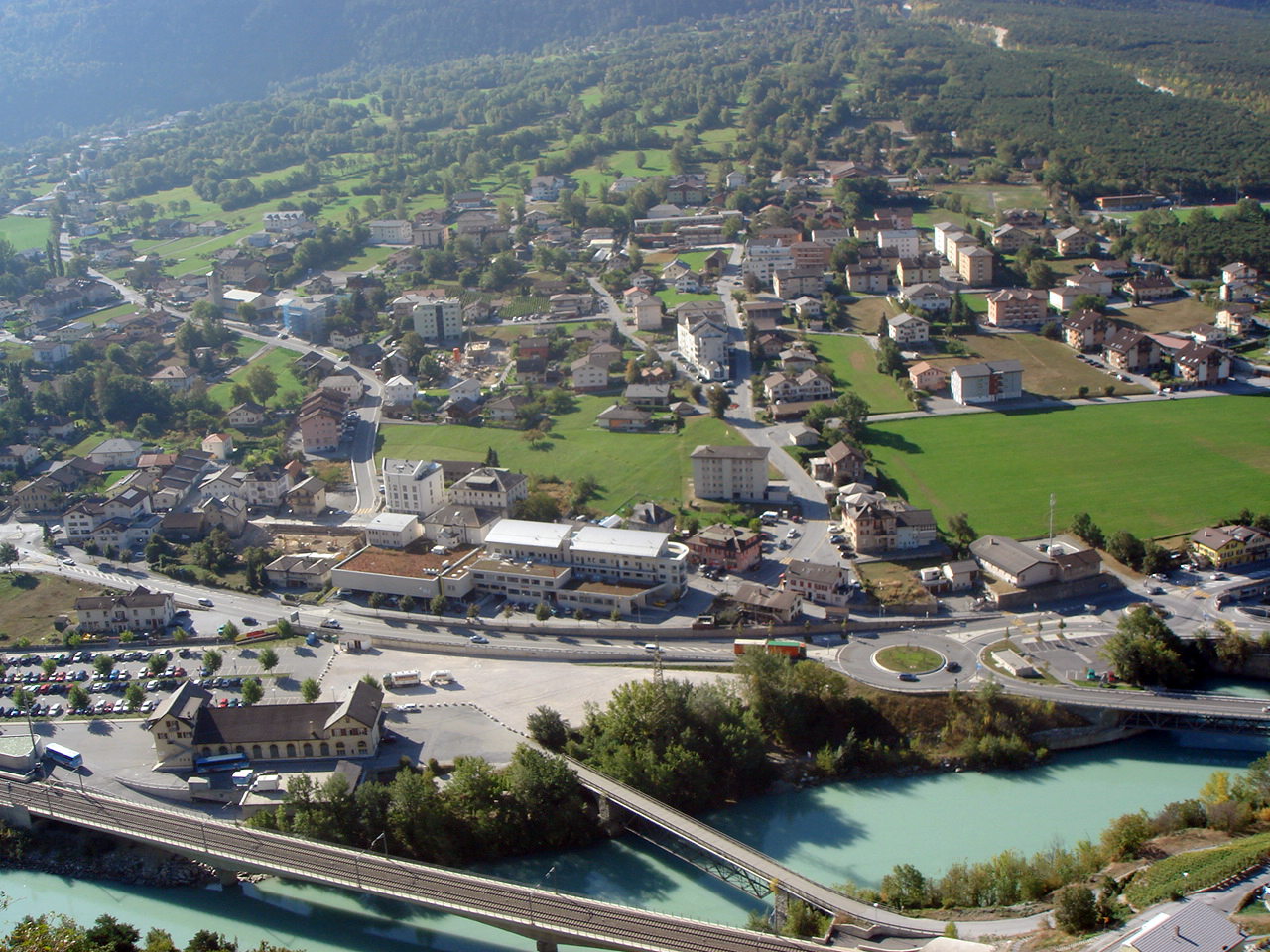
Orten Susten.

Leuk (franska: Loèche, walsertyska: Leigg) är en kommun i distriktet Leuk i kantonen Valais i Schweiz. Kommunen har 4 307 invånare (2023). Huvudort är Leuk Stadt.
Järnvägslinjen Simplonbanan passerar kommunen, med en station i Susten. Den 1 januari 2013 inkorporerades kommunen Erschmatt in i Leuk.

## Geografi
Kommunen ligger i Rhônedalen, cirka 20 kilometer väster om Visp samt cirka 23 kilometer öster om kantonhuvudorten Sion. Den består av de tre orterna: Leuk Stadt (franska: Loèche-Ville), Susten och Erschmatt samt ett antal mindre byar, däribland Briannen, Feithieren, Gampinen och Pfyn. Cirka 7 kilometer norr om Leuk Stadt ligger Leukerbad (franska: Loèche-les-Bains), tidigare en populär badort med en mängd varma, radioaktiva källor.
Leuk Stadt ligger på Rhônes högra flodbank (732 m ö.h.), medan Susten är belägen på den vänstra flodbanken (630 m ö.h.). Erschmatt som tillkom 2013 ligger en bit längre uppströms, högre upp på den högra flodbanken (1 224 m ö.h.).
Leuk har en yta om 55,15 km². Av denna areal används 11,13 km² (20,2 %) för jordbruksändamål och 25,46 km² (46,2 %) utgörs av skogsmark. Av resten utgörs 3,74 km² (6,8 %) av bostäder och infrastruktur, medan 14,81 km² (26,9 %) är impediment.

## Demografi
Kommunen Leuk har 4 307 invånare (2023). En majoritet (92,0 %) av invånarna är tyskspråkiga (2014). En franskspråkig minoritet på 2,8 % lever i kommunen. 85,0 % är katoliker, 4,4 % är reformert kristna och 10,6 % tillhör en annan trosinriktning eller saknar en religiös tillhörighet (2014).